# Трентон (Техас)
Трентон (англ. Trenton) — місто (англ. city) в США, в округах Фаннін і Грейсон штату Техас. Населення — 743 особи (2020).

## Географія
Трентон розташований за координатами 33°25′47″ пн. ш. 96°20′23″ зх. д. / 33.42972° пн. ш. 96.33972° зх. д. (33.429653, -96.339697).  За даними Бюро перепису населення США в 2010 році місто мало площу 4,67 км², уся площа — суходіл.

## Демографія
Згідно з переписом 2010 року, у місті мешкало 635 осіб у 265 домогосподарствах у складі 172 родин. Густота населення становила 136 осіб/км².  Було 301 помешкання (64/км²).
Расовий склад населення:
| - 87,9 % — білих - 3,8 % — чорних або афроамериканців - 1,1 % — корінних американців - 4,7 % — осіб інших рас |

До двох чи більше рас належало 2,5 %. Частка іспаномовних становила 17,8 % від усіх жителів.
За віковим діапазоном населення розподілялося таким чином: 25,4 % — особи молодші 18 років, 59,3 % — особи у віці 18—64 років, 15,3 % — особи у віці 65 років та старші. Медіана віку мешканця становила 38,1 року. На 100 осіб жіночої статі у місті припадало 89,6 чоловіків;  на 100 жінок у віці від 18 років та старших — 83,0 чоловіків також старших 18 років.
Середній дохід на одне домашнє господарство  становив 43 541 долар США (медіана — 33 611), а середній дохід на одну сім'ю — 48 957 доларів (медіана — 42 045). За межею бідності перебувало 25,8 % осіб, у тому числі 30,5 % дітей у віці до 18 років та 13,4 % осіб у віці 65 років та старших.
Цивільне працевлаштоване населення становило 312 осіб. Основні галузі зайнятості: освіта, охорона здоров'я та соціальна допомога — 23,4 %, роздрібна торгівля — 18,9 %, мистецтво, розваги та відпочинок — 13,1 %, виробництво — 11,9 %.